# Ягвай
Ягва́й (рос. Ягвай) — присілок в Дебьоському районі Удмуртії, Росія.

## Населення
Населення — 19 осіб (2010; 46 в 2002).
Національний склад станом на 2002 рік:
- удмурти — 93 %

## Урбаноніми[3]
- вулиці — Ягвайська